# Llauto
O llauto era uma das vestes particulares dos governantes incas.
Era uma espécie de turbante com as cores do Tahuantinsuyo, estava tecido com cabelo de vicunha, uma espécie de trança de diferentes cores que dava cinco a seis voltas à cabeça e sujeitava sobre a frente uma faixa de lã, chamada de mascaipacha, que junto com as plumas do korekenke (ave sagrada cujo símbolo levava sobre a frente) e o topayauri (espécie de cetro) constituíam as vestes particulares do Sapa Inca.